# Левченко Ірина Миколаївна
Ірина Миколаївна Левченко (15 березня 1924 , Кадіївка, Донецька губернія  — 18 січня 1973 , Москва ) — радянський офіцер, учасниця Великої Вітчизняної війни, Герой Радянського Союзу (1965). Гвардії підполковник. Перша радянська жінка, удостоєна медалі імені Флоренс Найтінгейл (1961). Дочка репресованого заступника наркома шляхів сполучення Миколи Левченка.
У роки Великої Вітчизняної війни — санінструктор роти 744-го стрілецького полку 149-ї стрілецької дивізії, офіцер зв'язку 41-ї гвардійської танкової бригади. За скоєні подвиги в роки Великої Вітчизняної війни І. Н. Левченко нагороджена трьома орденами Червоної Зірки і 10-ма медалями. Міністр оборони Болгарської Народної Республіки нагородив В. Н. Левченко іменною зброєю.
У повоєнні роки займалася літературною діяльністю, автор численних нарисів і оповідань про героїв війни. Член Спілки письменників СРСР.

## Біографія

### Ранні роки
Ірина Миколаївна Левченко народилася 15 березня 1924 року в сім'ї службовця в селищі Кадіївка Лозово-Павловського району Луганського округу Донецької губернії Української РСР. У 2016 році місто Стаханов Стахановської міської ради Луганської області України був перейменований в місто Кадіївка Кадіївської міської ради.
Закінчила 9 класів школи міста Артемівська. Школярка Ірина Левченко вміла стріляти з гвинтівки і надавати першу допомогу пораненим. Переїхала в Москву.

### У роки Великої Вітчизняної війни
У Робітничо-селянській Червоній Армії з 1941 року, учасниця Великої Вітчизняної війни з червня 1941 року. У перші дні війни вона прийшла в районний відділ Червоного Хреста, де її призначили командиром відділення сандружини і визначили пост спостереження (суспільні лазні). Однак ця робота  здалася дівчині буденною, бо вона мала намір вирушити на фронт рятувати поранених.
У липні 1941 року В Москві створювалися частини і з'єднання народного ополчення. Тиловим частинам діючої армії було потрібно велике число сандружинниць, зв'язківців та інших фахівців. Влітку 1941 року в числі сандружинниць прибула в штаб 28-ї армії в міста Кіров Смоленської області. Служила в операційно-перев'язувальному взводі, потім санінструктором роти 744-го стрілецького полку 149-ї стрілецької дивізії 61-ї армії Брянського фронту).
Німецькі війська підходили до Смоленська і Рославля, куди була спрямована І. Н. Левченко. В листі до матері Ірина Левченко повідомляє про своє перше бойове хрещення: «Люба, кохана матуся! Нас відправили в дивізійний медпункт. Вірніше, це не пункт, а цілий батальйон. Я перебуваю в операційно-перев'язувальному взводі. Сьогодні вночі я отримала бойове хрещення. Привезли кілька поранених і мені доручили їх перев'язати... Відверто кажучи, вигляд великих ран — не подряпин, як вдома, дуже страшний».
Коли дивізія потрапила в оточення, Ірина Левченко на машинах евакуювала 168 поранених. Вийшла з оточення в районі селища Ворошиловський.
При переправі через річку Ургу (Новгородська область) Ірину було контужено і поранено в ногу, потрапила в госпіталь.
До травня 1942 року 18-річний санінструктор І. Н. Левченко винесла з поля бою і надала першу медичну допомогу 168-ми пораненим.В боях за Тулумчак і Карпеч (Керченський півострів, Крим) І. Н. Левченко надала медичну допомогу 30 пораненим і особисто евакуювала з поля бою 28 людей зі зброєю, при цьому захопила одного полоненого і румунський кулемет, доставивши їх у частину.
При цьому сама була важко поранена і евакуйована в госпіталь, де уникла ампутації правої руки. Після одужання медична комісія постановила зняти І. Н. Левченко з військового обліку. Однак Ірина вирішила зв'язати свою долю з танковими частинами. Після неодноразових прохань домоглася зустрічі з командувачем бронетанковими і механізованими військами Червоної Армії генерал-лейтенантом танкових військ Федоренко і була зарахована курсантом в Сталінградське військове танкове училище, евакуйоване в місто Курган.
В 1943 році закінчила прискорений курс Сталінградського танкового училища. Через два дні після його закінчення була прийнята у ВКП(б) (лютий 1943). У серпні 1943 року лейтенант Левченко служила ад'ютантом Головного Управління формування та бойової підготовки БТМВ КА. Потім, до переможного завершення війни служила офіцером зв'язку 41-ї гвардійської танкової бригади 7-го механізованого корпусу, що діяв на 2-му і 3-му Українському фронтах, командувала групою легких танків Т-60.
Екіпаж її танка брав участь у штурмі Смоленська, де в 1941 році вона вивозила поранених, звільняла Карпати, Румунію, Болгарію, Угорщину. Війну Ірина Левченко закінчила під Берліном.
За  подвиги в роки Великої Вітчизняної війни І. Н. Левченко нагороджена трьома орденами Червоної Зірки і 10-ма медалями. Міністр оборони Болгарської Народної Республіки генерал Добрі Джуров нагородив І. Н. Левченко іменною зброєю.

### В післявоєнні роки
У 1952 році І. Н. Левченко закінчила Військову академію бронетанкових і механізованих військ імені Р. Я. Малиновського. Деякий час вона працювала, але знань інженера І. Н. Левченко здалося недостатньо. Тому вона поступила в Академію імені М. В. Фрунзе на історичний факультет, який закінчила у 1955 році. З 1958 року — гвардії підполковник запасу.
У роки навчання у І. Н. Левченко все більше виявлялася схильність до літературної діяльності. В 1952 році в журналі «Прапор» № 11-12 опублікована її дебютна робота «Повість про воєнні роки», яка в період з 1952 по 1965 року була 8 разів опублікована окремим виданням півмільйонним тиражем.
В її творах розкрита доля жінки на війні: «Донька командира» (1955), «Безсмертя» (1960), «Щаслива» (1964, про себе), «Господиня танка» (1964, про механіка-водія Т-34 М. В. Октябрську). Герої І. Н. Левченко — безстрашні, мужні люди, які йдуть на подвиг в ім'я Батьківщини. Маючи особистий досвід нелегкої праці військовим медиком, у своїх статтях і нарисах вона з великою душевною теплотою розповідала про людей у білих халатах. На її думку, «санітарки, санінструктори..., як багато зробили їх слабкі і разом сильні руки, як мало сказано досі про них — цих гордих і добрих слів.»
В кінці 1950-х років їздила в Німеччину, де зустрічалася з колишніми борцями Опору, колишніми в'язнями концентраційних таборів, з молодими німцями — будівничими соціалізму. Результатом цієї поїздки стала книга «Люди нової Німеччини» (1959).
Поряд з військовою тематикою в її творах відведено місце і героям мирної праці: «У швидкому поїзді» (1958, про радянських лікарів), «Без квитка» (1962, про комсомольців-целинників), «Щоб яблуні цвіли» (1963), «Люди, штурм, перемога...» (1964, про Красноярську ГЕС), «І ніяк інакше...» (1967, про Ігарку). Член Союзу письменників СРСР.
У 1961 році Міжнародний Комітет Червоного Хреста нагородив її медаллю Флоренс Найтінгейл, яка присуджується медичним сестрам за виняткову відданість своїй справі і хоробрість при наданні допомоги пораненим і хворим, як у воєнний, так і в мирний час.
Указом Президії Верховної Ради СРСР від 6 травня 1965 року за зразкове виконання бойових завдань командування і проявлені при цьому відвагу і мужність» гвардії підполковнику танкових військ запасу Левченко Ірині Миколаївні присвоєно звання Героя Радянського Союзу з врученням ордена Леніна і медалі «Золота Зірка» (№ 10677).
Активно працювала в Радянському комітеті ветеранів війни, часто виступала з доповідями, виїжджала за кордон. У 1967 році відвідала В'єтнам, де побувала в тих районах країни, де йшла війна. Проїхала по фронтових дорогах В'єтнаму, побувавши у партизанів, розвідників і на батареях. В'єтнамські друзі подарували їй пам'ятне кільце, виготовлене з 900-го збитого американського літака. Результатом її поїздки до В'єтнаму стала збірка оповідань «Дочки В'єтнаму». З листа Нгуєн Дінь Тхі (В'єтнам): «свого часу Ви, дочка Радянської країни, наділи мундир і взяли в руки зброю, щоб бити фашистів... Ви пройшли до кінця важкий шлях війни, повний страждань, жертв небаченого в історії героїзму... Ви знову потрапили на фронт, де йде вирішальна битва між людиною, варварством і рабством. В дощ і в спеку... Ви йшли по окопах і селах, по пристаням і переправам, палаючим під ворожим вогнем... І всюди, де Ви побували, люди згадують Ваше ім'я.»
Жила в Москві, де померла 18 січня 1973 року. Похована на Новодевичому цвинтарі (ділянка № 4).

## Праці
- Повесть о военных годах. // журнал «Знамя». — 1952. — № 11—12.
- Дочь командира: рассказы. — М.: Воениздат, 1955. — 48 с.
- В скором поезде. — М.: Советская Россия, 1958. — 38 с.
- Люди новой Германии: заметки советского писателя. — М.: Политиздат, 1959. — 140 с.
- Бессмертие, 1960.
- Без обратного билета, 1962.
- Чтобы яблони цвели. — М.: Воениздат, 1963. — 179 с.
- Счастливая. — М.: Советская Россия, 1964. — 92 с.
- Хозяйка танка [Архівовано 20 лютого 2020 у Wayback Machine.]. — М.: Политиздат, 1964.
- Люди, штурм, победа: [героическая быль о строителях Красноярской ГЭС]. — Красноярск: Красноярское книжное издательство, 1964. — 108 с.
- И никак иначе… — М.: Молодая гвардия, 1967. — 402 с.
- Дочери Вьетнама. — М.: Воениздат, 1967. — 46 с.
- Капли военной грозы. — М.: Советская Россия, 1973
- Повесть о военных годах. [Архівовано 3 березня 2020 у Wayback Machine.] — М.: Советская Россия, 1983. — 384 с. — (Подвиг). Тираж 100 000 экз.

## Нагороди та звання
Радянські державні нагороди та звання:
- Герой Радянського Союзу, 6 травня 1965 року
  - медаль «Золота Зірка» № 10677
  - Орден Леніна
- три ордени Червоної Зірки (у тому числі 7 вересня 1944 року; 20 травня 1945 року);
- медалі.
  - Медаль «За перемогу над Німеччиною у Великій Вітчизняній війні 1941-1945 рр .. », вересень 1945 року

Іноземні нагороди:
- Медаль «20 років Болгарської Народної Армії»;
- нагородна зброя (від міністра оборони Болгарської Народної Республіки генерала Добрі Джурова)[3].

Інші нагороди:
- Медаль імені Флоренс Найтінгейл (1961).

## Пам'ять

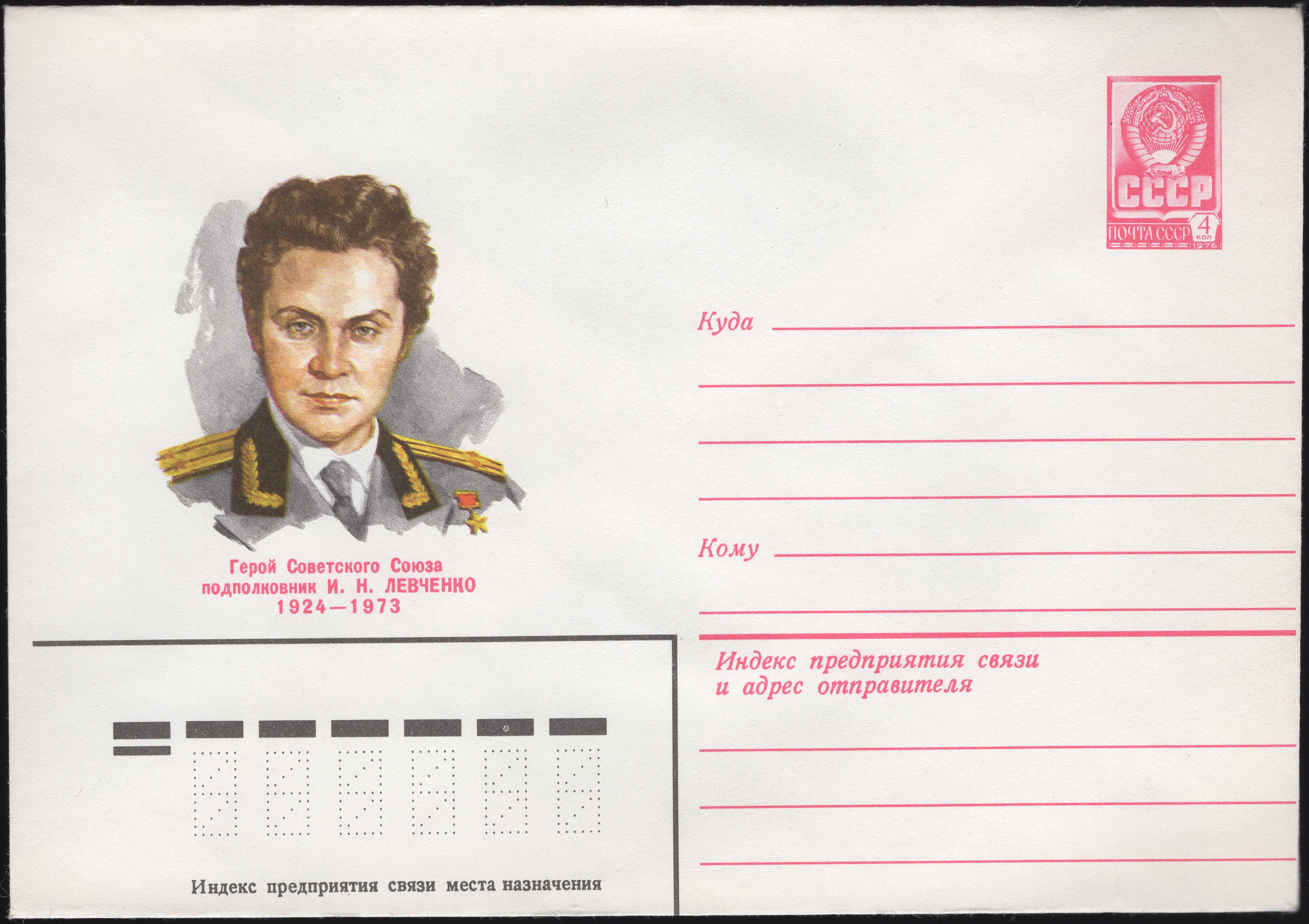
Поштовый конверт. СРСР, 1979 р.

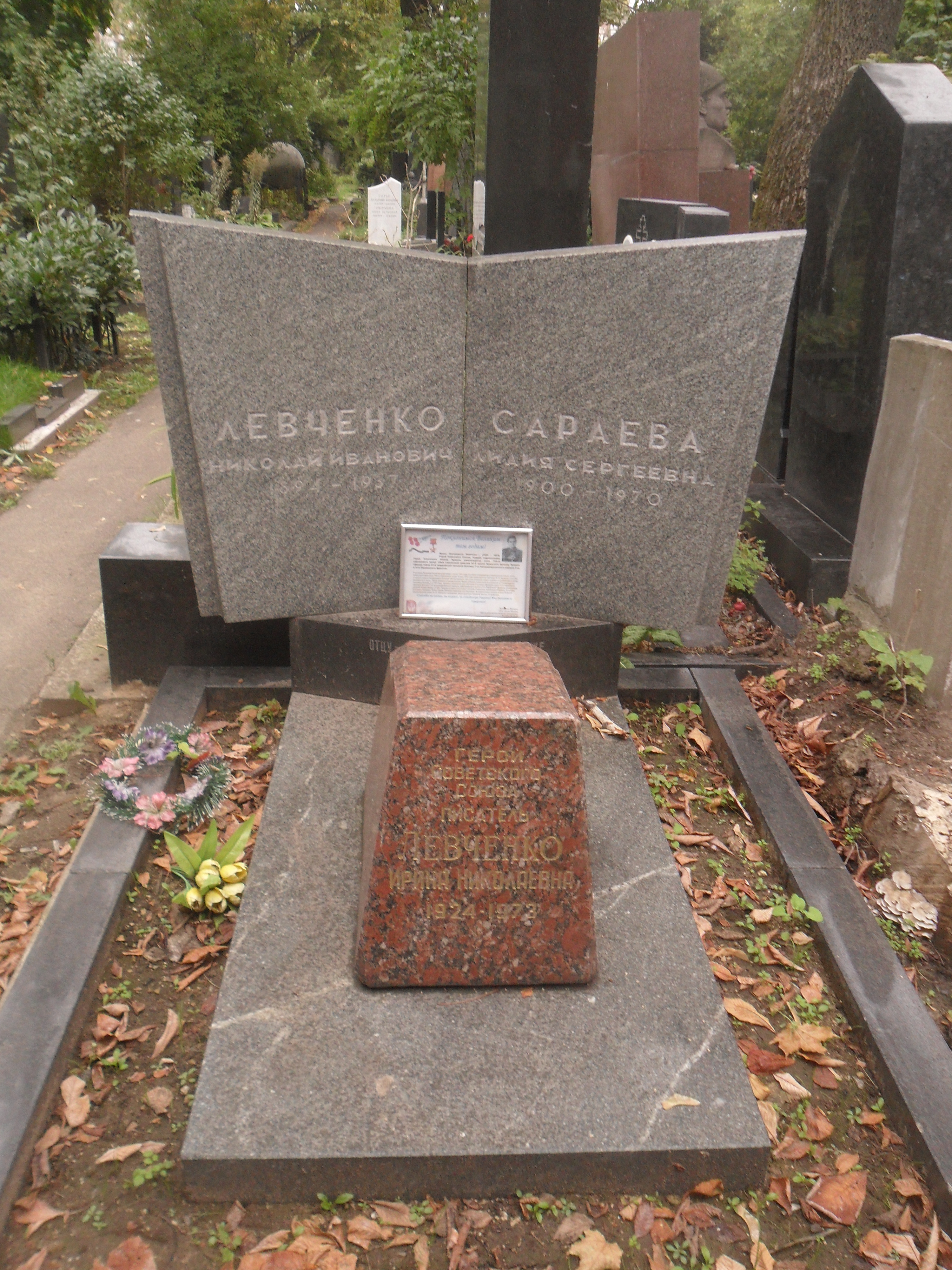
Могила Левченко на Новодівичому кладовищі Москви.

Похована на Новодівичому кладовищі в Москві, ділянка № 4, де їй встановлено пам'ятник.
Почесний громадянин міста Артемівська Луганської області України. Її ім'я було присвоєно одному з кварталів міста Луганська. На будівлі школи № 3 міста Артемівськ, де навчалася І. Н. Левченко, встановлена меморіальна дошка. Пам'ятний знак з написом: «Тут жила Герой Радянського Союзу, підполковник, письменниця Левченко Ірина Миколаївна (1924-1973)» встановлений на одному з фасадів «Будинку на набережній» в Москві.
У 1975 році її ім'ям названа вулиця в Москві.
У 1979 році випущено конверт Пошти СРСР (художник П. Бендель, номер за каталогом Лапкіна 79-452 (13702)).
В місті Алмазна названа вулиця ім. Ірини Левченко, на якій розташований залізничний вокзал станції Стаханов

## Сім'я, особисте життя
Її батько, Микола Іванович Левченко, був начальником «Донугля», потім очолював Донецьку, Ленінську залізниці, був заступником наркома шляхів сполучення, був репресований. Дід Ірини, Сараєв Сергій Петрович, був убитий царською поліцією під час нічної облави. Бабуся Марія Сергіївна Сараєва-Зубкова — учасник громадянської війни, кавалер двох орденів Червоного Прапора, бригадний комісар Чонгарської кавалерійської дивізії Першої кінної армії.
Є дочка Ольга. У В'єтнамі усиновила юнака Чан Зионга, у якого в дев'ять років була вбита рідна мати, а в 16 років він пішов у партизани і став одним з кращих розвідників Армії визволення.